# Уяздово (Великопольське воєводство)
Уяздово (пол. Ujazdowo) — село в Польщі, у гміні Влошаковиці Лещинського повіту Великопольського воєводства.
Населення — 96 осіб (2011).
У 1975-1998 роках село належало до Лешненського воєводства.

## Демографія
Демографічна структура станом на 31 березня 2011 року:
|          | Загалом | Допрацездатний вік | Працездатний вік | Постпрацездатний вік |
| -------- | ------- | ------------------ | ---------------- | -------------------- |
| Чоловіки | 49      | 9                  | 37               | 3                    |
| Жінки    | 47      | 11                 | 25               | 11                   |
| Разом    | 96      | 20                 | 62               | 14                   |